# Wyoming (Pensilvania)
Wyoming es un borough ubicado en el condado de Luzerne, en el estado estadounidense de Pensilvania. Según el censo de 2020, tiene una población de 3,102 habitantes.

## Geografía
Wyoming se encuentra ubicado en las coordenadas 41°18′34″N 75°50′13″O / 41.30944, -75.83694.

## Demografía
Según la Oficina del Censo en 2000 los ingresos medios por hogar en la localidad eran de $33,576 y los ingresos medios por familia eran $44,087. Los hombres tenían unos ingresos medios de $33,015 frente a los $24,718 para las mujeres. La renta per cápita para la localidad era de $18,428. Alrededor del 9.9% de la población estaba por debajo del umbral de pobreza.